# Oudcyrillisch alfabet
Het oorspronkelijke cyrillische alfabet werd in de 10e eeuw ontwikkeld in het Eerste Bulgaarse Rijk voor het schrijven van religieuze teksten in het Kerkslavisch.
Het alfabet volgt de fonologische basis van het door Cyrillus en Methodius ontwikkelde glagolitische schrift, waarmee bijna een een-op-een-relatie bestaat. De lettertekens zijn afkomstig uit het Griekse alfabet; voor klanken die in het Grieks niet voorkomen werden aangepaste vormen van glagolitische en Hebreeuwse letters ingevoerd.
In de loop der eeuwen werd het cyrillische alfabet aangepast aan de veranderingen die de Slavische talen ondergingen. De vorm van de letters werd gemoderniseerd en voor diverse talen werden op de eigen situatie toegesneden varianten ontwikkeld.

## Alfabet
Niet in de tabel opgenomen is de letter Qoppa (), die geen eigen klankwaarde had en werd gebruikt om het getal 90 weer te geven. Deze functie werd echter al snel overgenomen door de qua vorm gelijkende Ч.

## Getalswaarde
De uit het Grieks overgenomen letters werden ook gebruikt als cijfers, oplopend volgens de volgorde van het Griekse alfabet. Niet in het Grieks voorkomende of niet op het Grieks gebaseerde letters hadden geen getalswaarde. Boven een letter of een serie letters werd een titlo geplaatst om aan te geven dat het om een getal ging.